# Špilberk

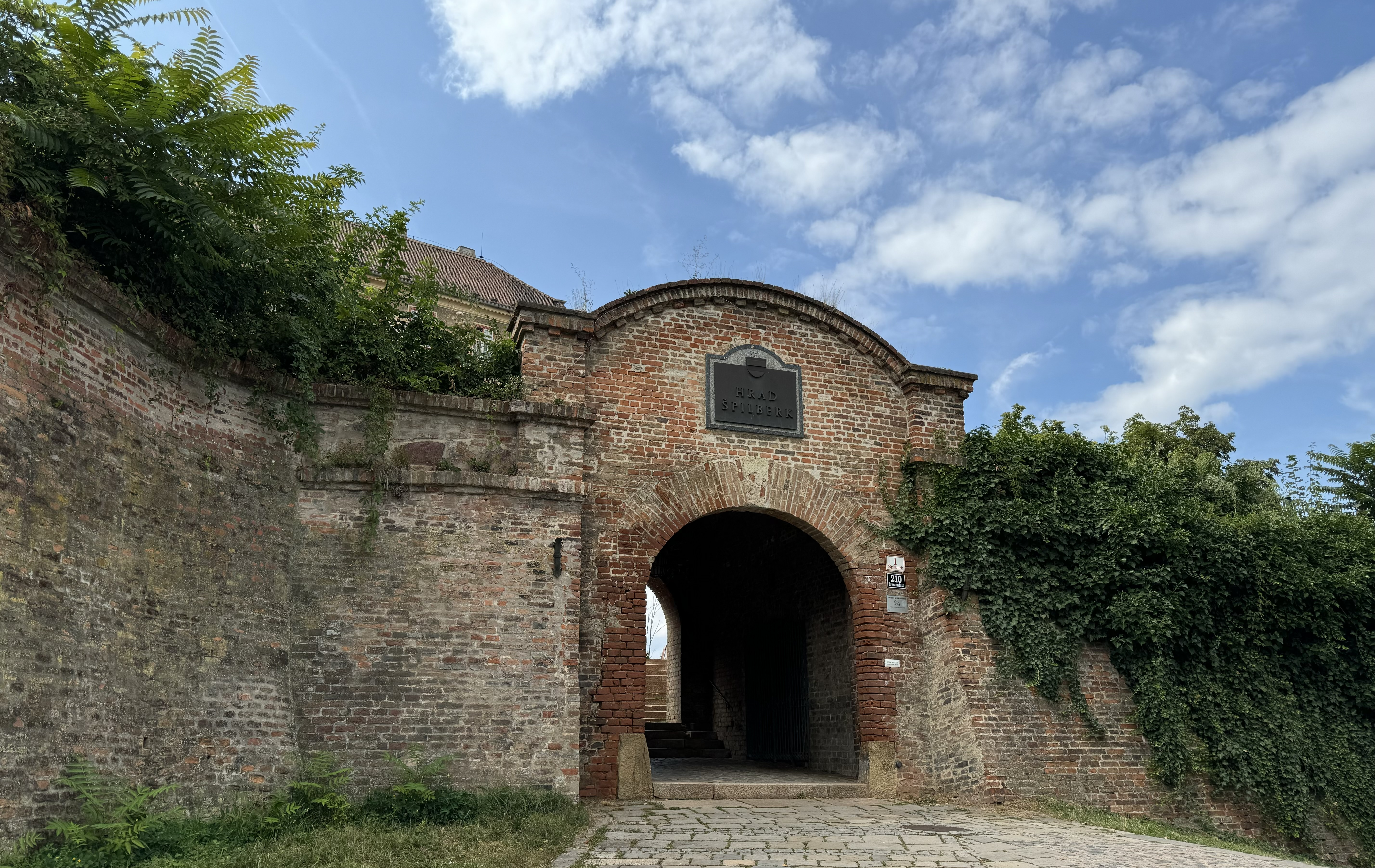
Wejście do twierdzy Szpilberg

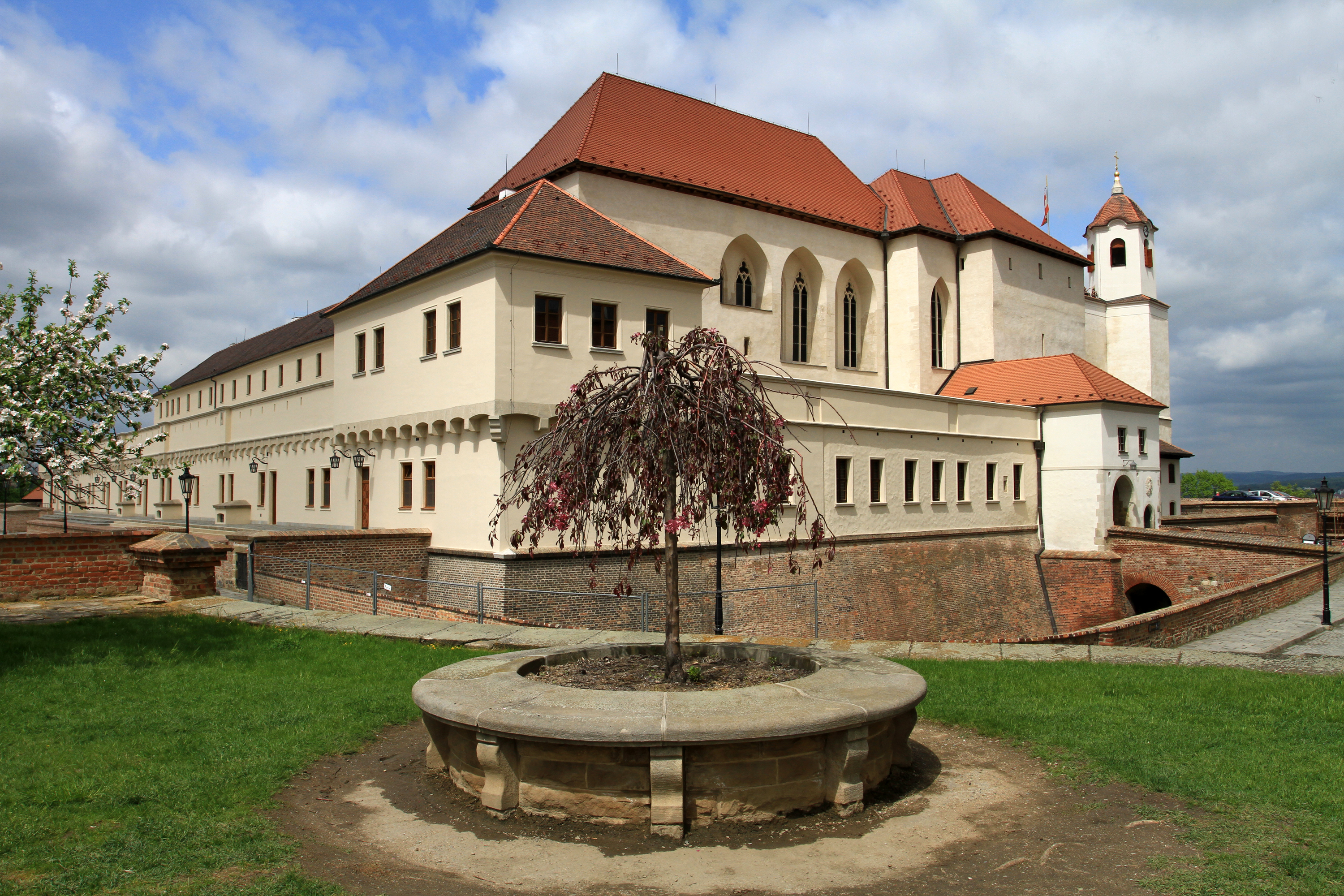
Zamek i twierdza Szpilberg

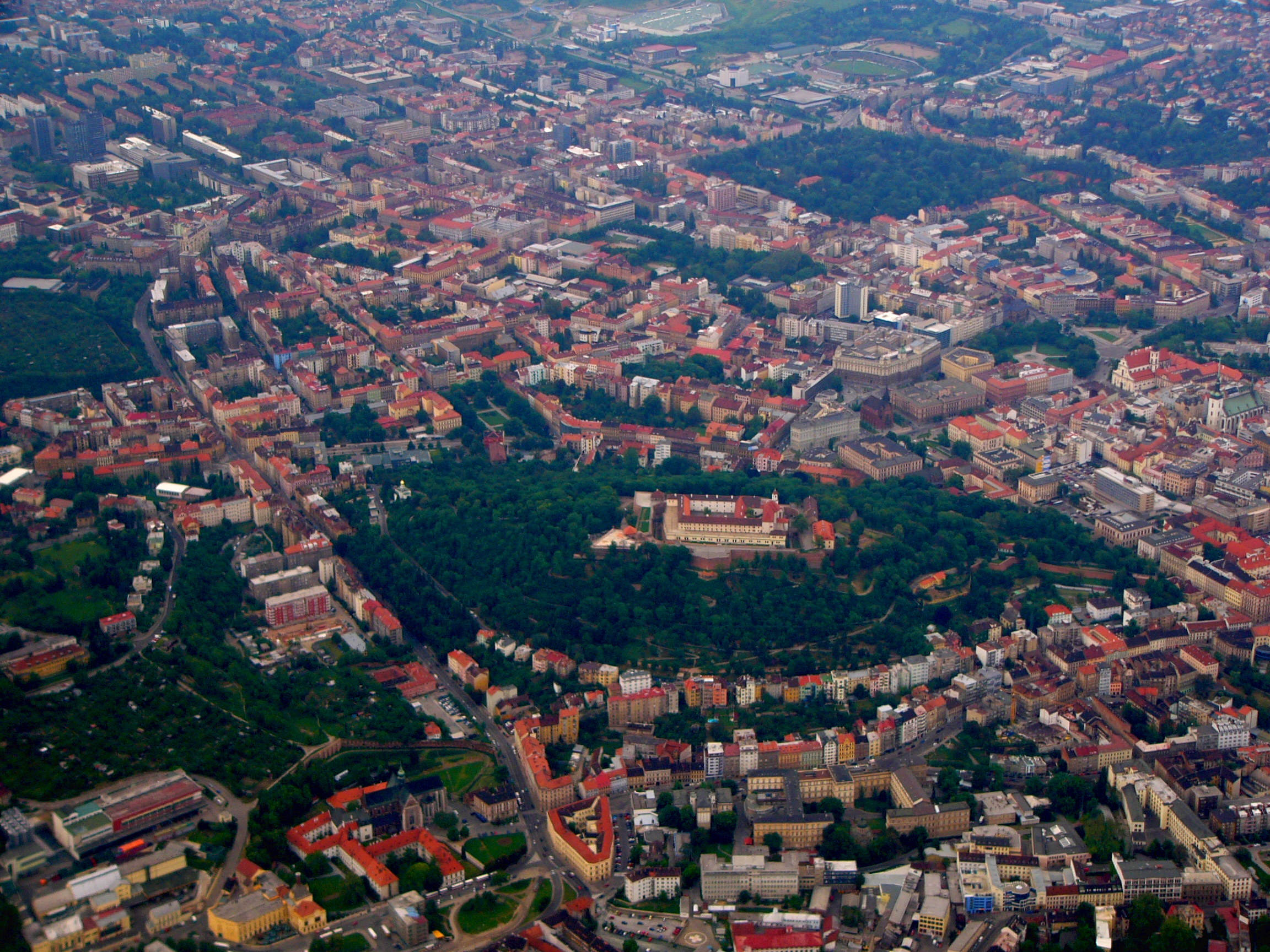
Twierdza z lotu ptaka

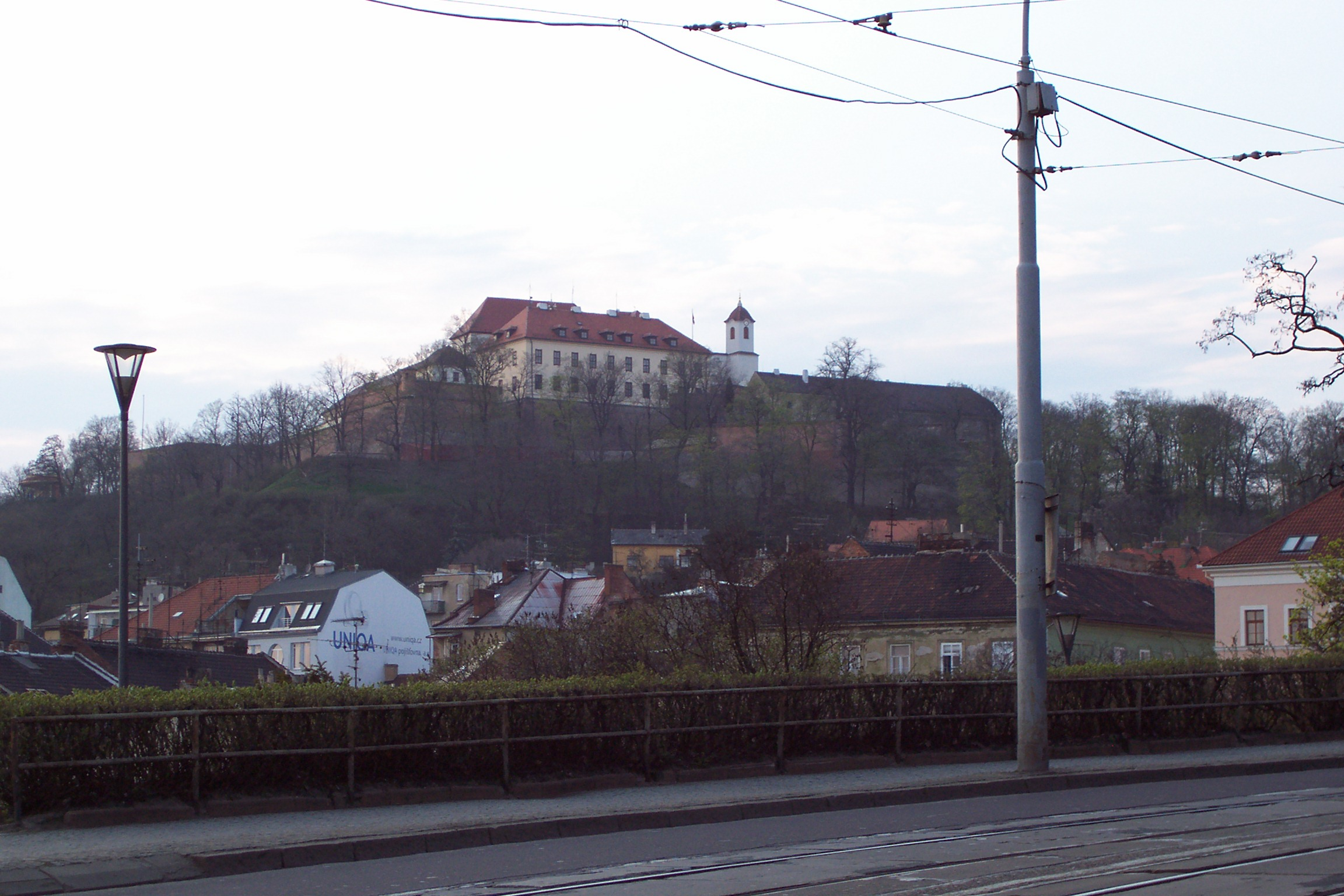
Zamek widziany z ulicy Husovej

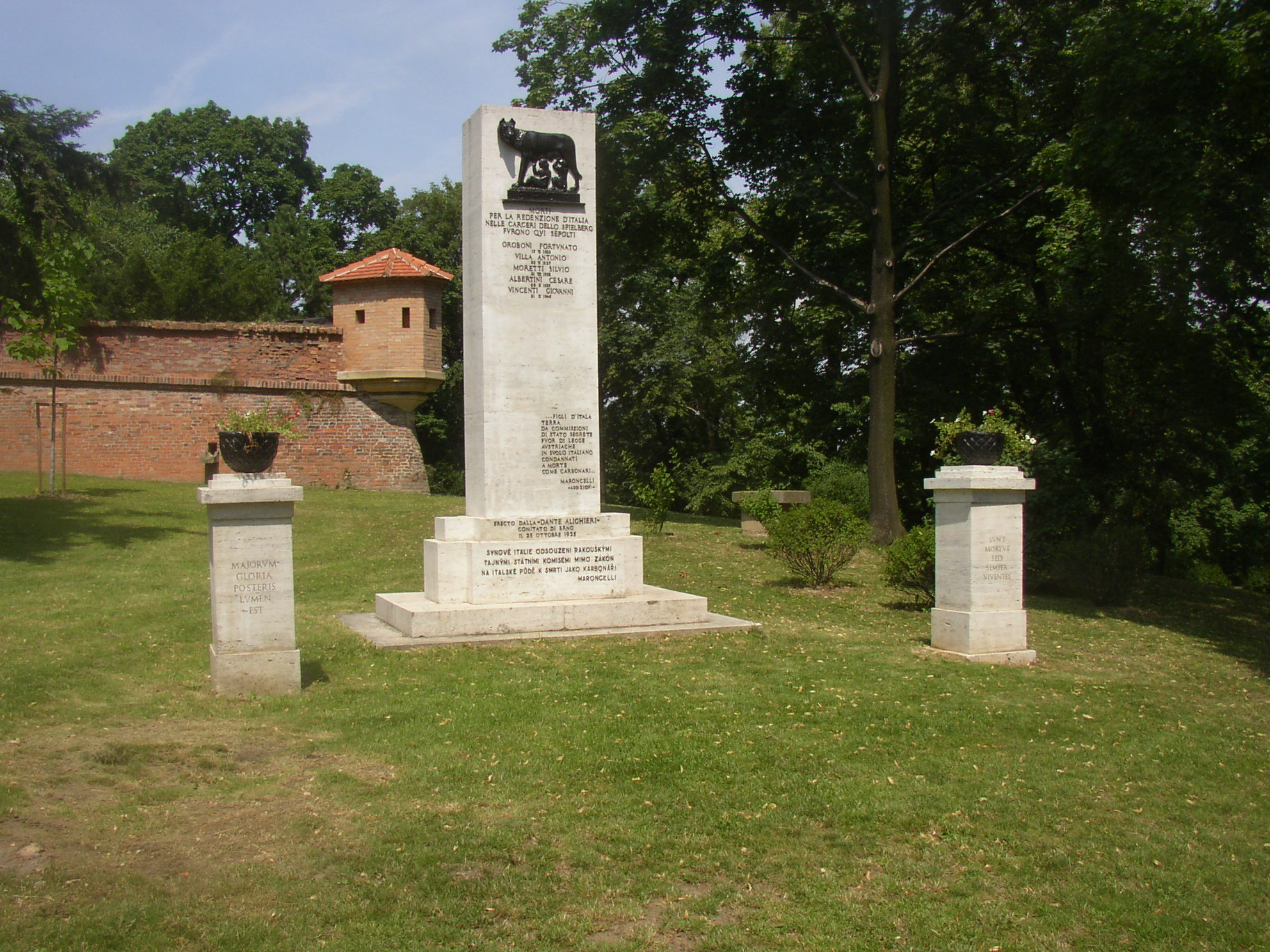
Pomnik włoskich karbonariuszy

Špilberk (niem. Spielberg, pol. Szpilberg, przez tłumaczenie także Grajgóra) – początkowo zamek, później twierdza, a w końcu kluczowy element fortecy jaką stało się w XVII wieku Brno. 
Twierdza znajduje się na szczycie wzgórza (290 m n.p.m.) na zachodnim skraju dzielnicy Brno-střed. Dogodne dojście od strony wschodniej to ścieżki parku na zboczach wzgórza dochodzące do ulicy Husovej, od zachodu – ulicą Gorazdovą.

## Historia
Za datę powstania zamku przyjmuje się drugą połowę XIII wieku i łączy ją z królem czeskim Przemysłem Ottokarem II. W biegu swych dziejów stanowił siedzibę królewską, a później margrabiów morawskich. Pierwsze pisemne wzmianki na temat zamku odnoszą się do lat 1277–1279. Z czasem znaczenie militarne wysunęło się na pierwszy plan, a zamek udowodnił swoje znaczenie w walkach z husytami. 
W XVI wieku zamek powoli zaczął chylić się ku upadkowi i nawet na kilkadziesiąt lat trafił w posiadanie miasta. Sytuacja taka trwała do momentu, gdy czeskie powstanie narodowe (1618–1620) ostatecznie poniosło klęskę w bitwie na Białej Górze. Cesarz Ferdynand II Habsburg skonfiskował zamek i równocześnie z odzyskaniem znaczenia militarnego w ogólnoeuropejskiej wojnie trzydziestoletniej (1618–1648) rozpoczął się więzienny okres w historii budowli. Szwedzkie działania wojenne na Morawach i udana obrona miasta przez komendanta Louisa Raduit de Souches w latach 1643 i 1645 sprawiły, że Brno wraz z twierdzą zostały nowocześnie ufortyfikowane – powstała forteca, która tworzyła jeden zespół z fortyfikacjami miasta. To z kolei pozwoliło odeprzeć Austriakom wojska pruskie w 1742. W późniejszym okresie forteca straciła znaczenie militarne i do 1853 pełniła rolę ciężkiego więzienia, w którym trzymano więźniów politycznych wielu narodowości. Pogłębił ten stan fakt, że w 1809 armia napoleońska zburzyła podstawowe elementy umocnień twierdzy. Z drugiej strony szybki rozwój artylerii i tak odebrałby jej obronie jakiekolwiek szanse powodzenia. XIX wiek przyniósł wyburzenie większości umocnień wzgórza, a w 2. połowie tego stulecia podjęto decyzję o splantowaniu fortyfikacji. 
Twierdza była zajęta podczas II wojny przez oddziały niemieckie, które w jej końcu prowadziły w podziemiach fortecy prace budowlane i przygotowywały schrony lotnicze. Wojska czechosłowackie opuściły teren w 1959 i od tej chwili zamek stał się jednym z oddziałów muzeum miejskiego Brna.

## Polscy więźniowie w Szpilbergu

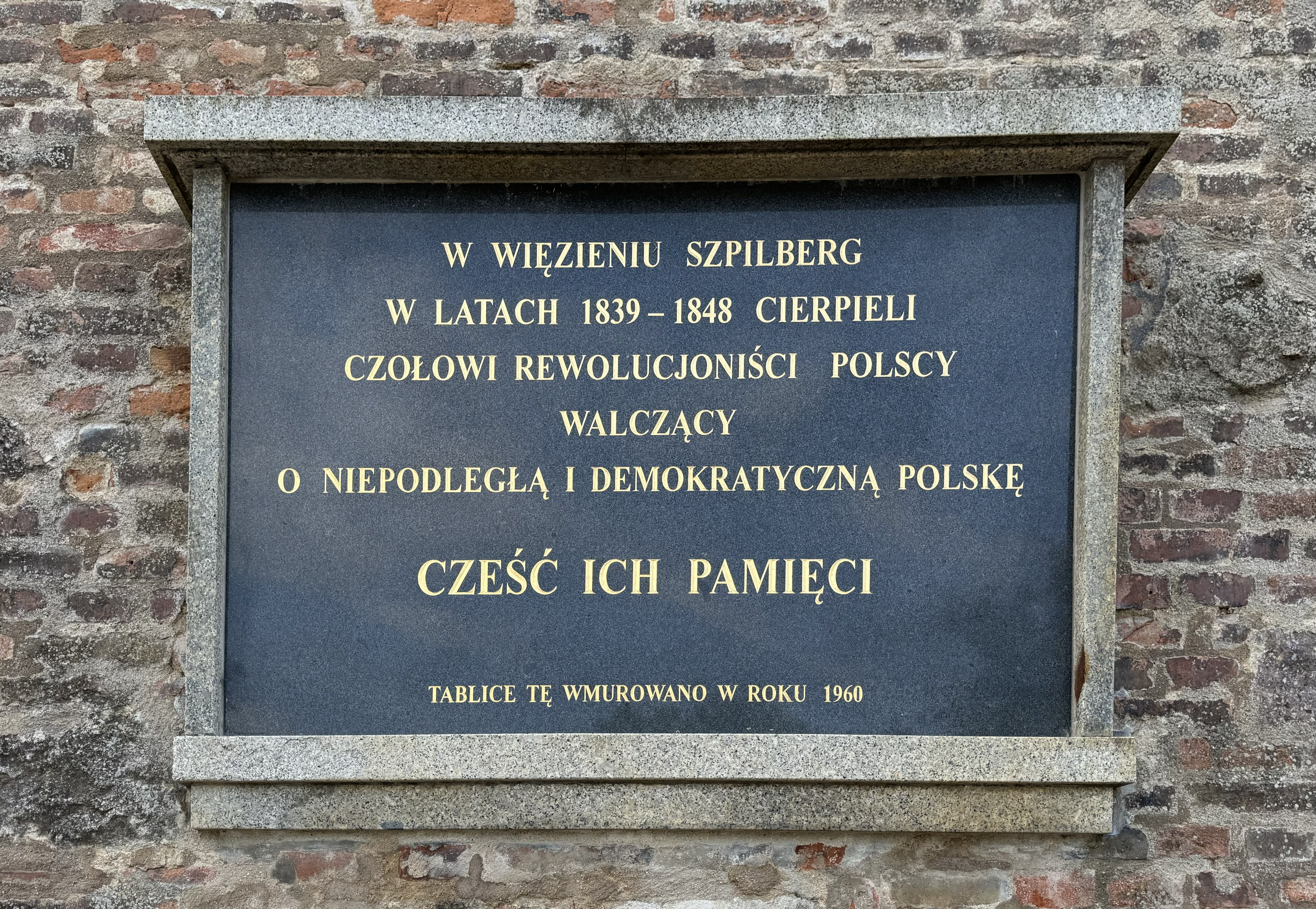
Tablica pamiątkowa na murze zewnętrznym twierdzy Szpilberg

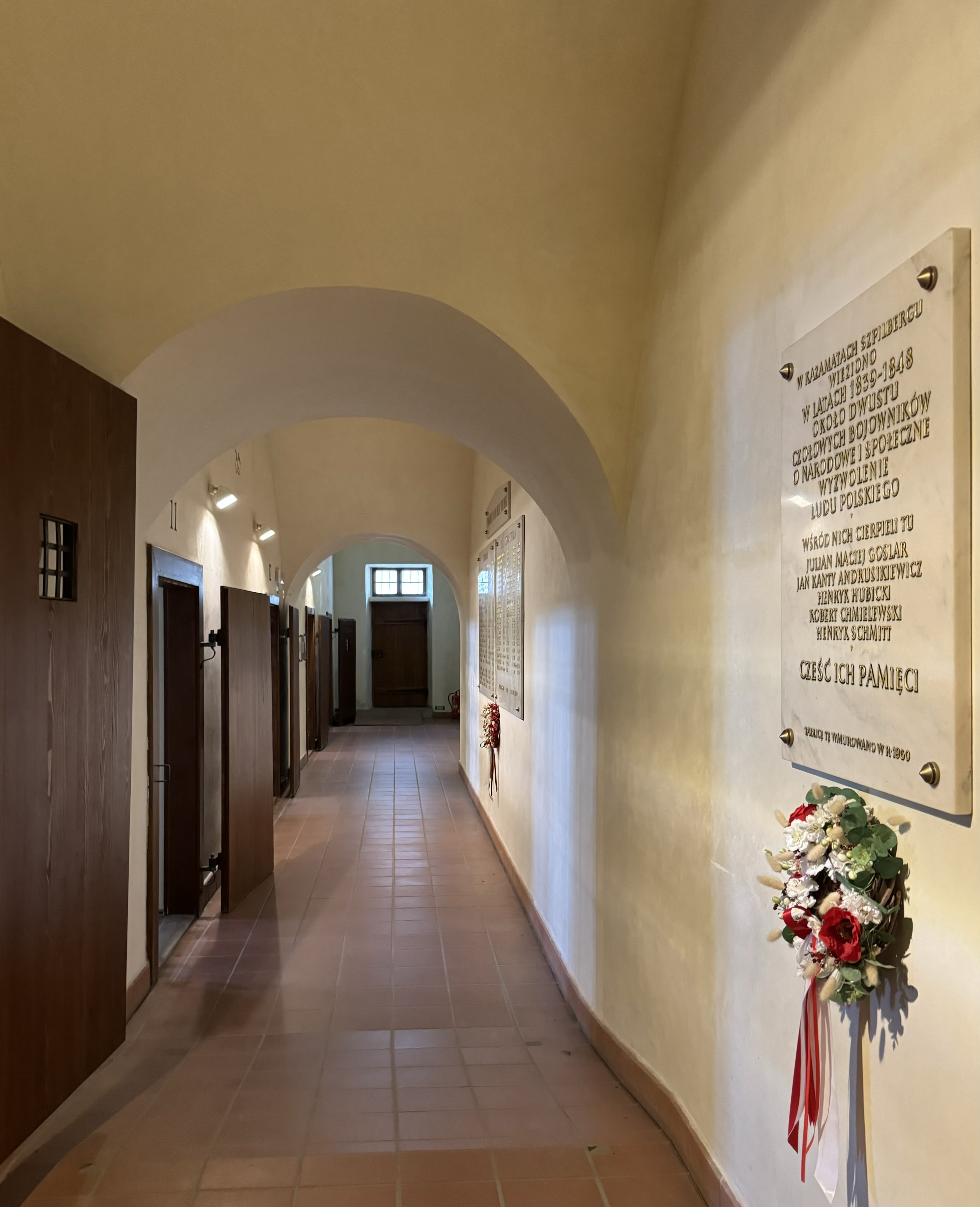
Korytarz więzienny w twierdzy Szpilberg

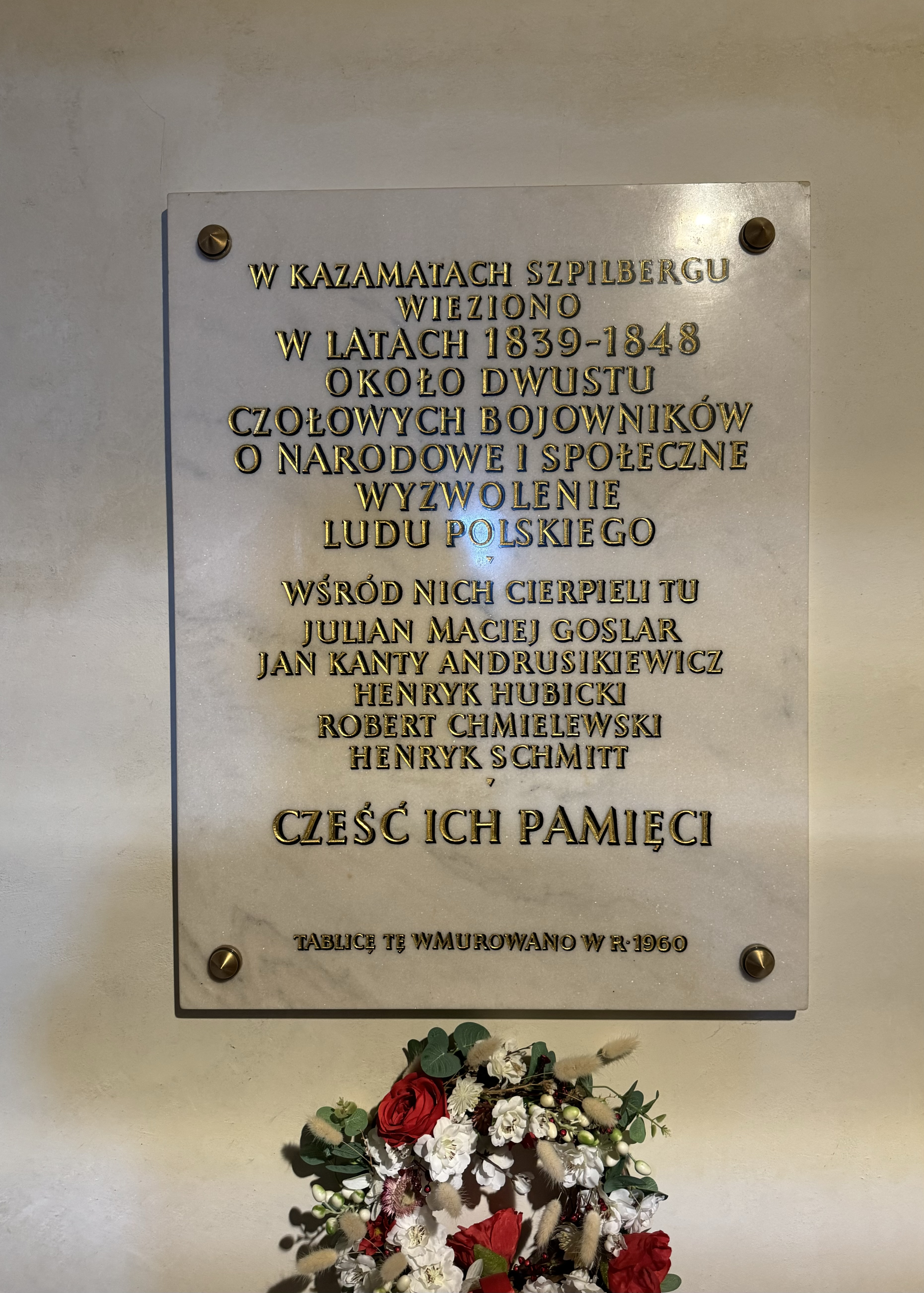
Tablica pamiątkowa w twierdzy Szpilberg

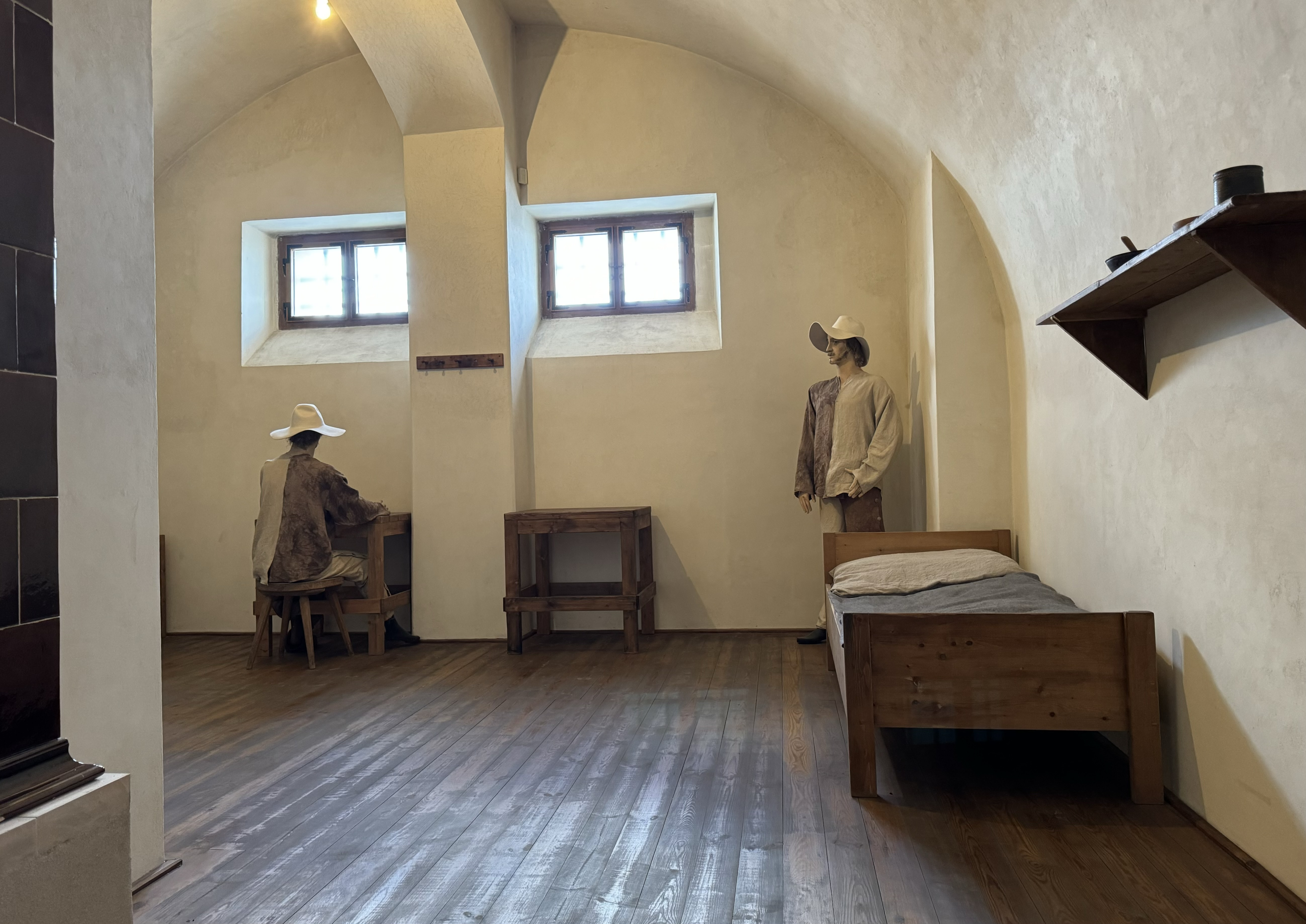
Cela więzienna w twierdzy Szpilberg

Wśród więźniów wielu narodowości (Czesi, Niemcy austriaccy i sascy, Słowacy, Węgrzy, Włosi) najliczniejszą grupą w latach 1839–1848 byli Polacy z Galicji. Byli też grupą najlepiej zorganizowaną: w warunkach więziennych zorganizowali swoistą "Rzeczpospolitą Grajgórską" z własnym sejmem, własną władzą wykonawczą i sądem oraz organizacją kształcącą. Wśród więźniów byli m.in. agitatorzy z terenów Galicji Kajetan Dominikowski, Mikołaj Kański, Julian Goslar, ksiądz Stanisław Morgenstern; uczestnicy powstania chochołowskiego w 1846: Jan Kanty Andrusikiewicz, ksiądz Józef Leopold Kmietowicz, wójt Chochołowa Jacenty Kojs, jego zastępca Wojciech Kojs, Jan "Przysiężnik" Styrczula z Dzianisza i strażnik graniczny Aleksander Dobosz. Oprócz nich za przygotowanie powstania na Podhalu więzieni byli Aleksander Wiktor Krobicki i Julian Hilary Krobicki, zaś za udział w wyprawie na Narajów pod Brzeżanami karę odsiadywał oficjalista z Łopusznej Ludwik Teodor Stokowski.

## Ekspozycje muzealne
Stałe ekspozycje:
- Špilberk – od zamku do twierdzy (historia obiektu)
- Špilberk – więzienie narodów
- Od renesansu do modernizmu – galeria
- O nowe Brno – architektura międzywojenna
- John Heatfield – wystawa fotomontaży
- barokowa apteka
- barokowa kaplica zamkowa
- lapidarium – zbiór kilku dzieł kamieniarskich z terenu Brna
- wulkanalia – wystawa o historii produkcji sztucznych ognii
- kazamaty
- wieża widokowa